# San Mateo Yucutindoo
San Mateo Yucutindoo är en kommun i Mexiko.   Den ligger i delstaten Oaxaca, i den sydöstra delen av landet, 400 km sydost om huvudstaden Mexico City.
Följande samhällen finns i San Mateo Yucutindoo:
- Baja California
- Pueblo Viejo
- Benito Juárez
- El Limón